# River Phoenix
River Jude Phoenix (Madras, 23 de agosto de 1970 — Hollywood, 31 de outubro de 1993), foi um ator, músico e ativista norte-americano. Phoenix era conhecido como Ídolo adolescente antes de assumir papéis principais em filmes aclamados pela crítica. Ele recebeu vários prêmios, incluindo a Coppa Volpi e o Independent Spirit Awards, bem como indicações ao Oscar e ao Globo de Ouro. Figurava listado no John Willis's Screen World, vol. 38 como um dos doze "promissores novos atores de 1986" e foi altamente aclamado por seu talento por críticos como Roger Ebert e Gene Siskel. Era também conhecido por seu ativismo pelos direitos dos animais. Sua promissora carreira terminou com a morte por insuficiência cardíaca induzida por drogas em Hollywood, Califórnia, no clube noturno The Viper Room no ano de 1993, aos 23 anos de idade. River Phoenix era irmão mais velho dos também atores Rain Phoenix, Joaquin Phoenix, Liberty Phoenix e Summer Phoenix. É também conhecido pelas comparações com o ator James Dean.

## Biografia
Phoenix nasceu em Metolius, Oregon, 8 km ao sul de Madras. Sua mãe, Sharon Arlyn, também conhecida por Heart Phoenix, era secretária e nasceu no Bronx, em Nova York, os pais dela eram judeus, vindos da Hungria e Rússia. Seu pai, John Lee Bottom, era um carpinteiro de Fontana, Califórnia.
Em 1968 a mãe de River, deixou a sua família e se mudou para a Califórnia onde conheceu John Lee. Casaram em 1969 e aderiram à seita religiosa, "Meninos de Deus", que trabalha como missionários e apanham frutas na América do Sul, onde John era servo do Arcebispo da Venezuela. Em 1977, a família deixou o culto e se mudou para os Estados Unidos, mudaram seu sobrenome para "Phoenix" em 2 de abril de 1979 para refletir seu renascimento para uma nova vida, assim como o mítico sagrado Firebird Phoenix decorrente das cinzas. Após o regresso aos Estados Unidos, Phoenix e sua família viveram por um tempo com os avós maternos na Flórida antes de voltar para a Califórnia.
Seus pais incentivaram todos os seus filhos a atuar em filmes e aos dez anos, River já estava atuando profissionalmente na TV. River era o mais velho de cinco irmãos, tinha um irmão, Joaquin e três irmãs, Rain, Liberty e Summer. Ele também tinha uma meia irmã mais velha, Jodene, fruto de uma relação anterior de seu pai, Jodene mais tarde mudou seu nome para Trust.
River ficou conhecido pelo seu papel em Conta Comigo de 1986 e como o jovem Indiana Jones em Indiana Jones e a Última Cruzada. Atuou em Garotos de Programa, ao lado de Keanu Reeves, que viria a ser um dos seus grandes amigos. Recebeu uma indicação ao Oscar de Melhor Ator Coadjuvante pelo seu trabalho em O Peso de um Passado de 1988. River foi um dedicado ativista dos direitos dos animais e ambientalista, era vegano e membro da PETA (Pessoas pelo Tratamento Ético dos Animais).
River também foi um músico talentoso, assim como um ator, e tocou guitarra, cantou, e escreveu canções para sua banda de rock Aleka's Attic que contava com a presença de sua irmã Rain Phoenix, enquanto viviam em Gainsville, Flórida, tocavam principalmente em eventos beneficentes. Embora a banda nunca tenha lançado um álbum, a canção "Across the Way" pode ser encontrada no álbum Tame Yourself da PETA, utilizado para combater o abuso animal. River estava no meio das filmagens de Dark Blood, quando morreu. O filme apenas foi concluído em janeiro de 2012, devido a muitas cenas onde seu personagem era fundamental. Sua mãe foi posteriormente processada por isso. River manteve relacionamentos amorosos com duas atrizes norte-americanas, Martha Plimpton e Samantha Mathis. Em 1989, recebeu uma música como homenagem do cantor brasileiro Milton Nascimento chamada "River Phoenix". Milton estava muito impressionado com o seu desempenho em A Costa do Mosquito, Milton decidiu escrever a canção em reverência ao talento de River. Quando começou a se interessar por música, River foi ao Brasil e passou alguns dias na casa de Milton Nascimento. Após esse primeiro contato, eles se tornaram bons amigos. Depois de sua morte, vários artistas dedicaram canções a River, a canção “Transcending” do álbum One Hot Minute da banda The Red Hot Chili Peppers é dedicada a ele, o álbum Monster de 1994 da banda R.E.M. é dedicado a River que era amigo do vocalista Michael Stipe. Natalie Merchant escreveu a canção, “River”, em sua memória. Além disso, sua canção, “Carnival” foi inspirada nele. Rufus Wainwright compôs a canção “Matinee Idol” para ele. Foi mencionado pelo cantor norueguês Morten Abel na canção “River Phoenix”. Em 2009, foi citado na música "River Phoenix", do artista inglês Trip. A letra da música faz referência direta à noite da sua morte.

Apesar da curta carreira, muitas de suas atuações também influenciaram grandes atores como Leonardo DiCaprio, James Franco, Jared Leto, Brad Pitt e o brasileiro Bruno Gagliasso. DiCaprio chegou a relatar que encontrou o ídolo no fatídico dia de sua morte, como disse em entrevista à revista Esquire:
| “ | Quando eu tinha 18 anos, River Phoenix era de longe o meu maior herói. Sempre quis encontrá-lo. Certa noite, eu estava em uma festa de Halloween, e passou por mim. Estava branco, pálido. Antes de ter a chance de dizer um olá, ele já havia partido, a caminho do Viper Room, onde acabou morrendo. É uma lição. | ” |

### Ativismo
Phoenix foi um dedicado ativista pelo direito dos animais, ambientalista e político. Fez campanha para a PETA, e ganhou o prêmio de “Humanitário do Ano” em 1990 por seu esforço  na angariação de fundos. Ele também comprou 800 acres (3,2 km²) da floresta tropical ameaçada na Costa Rica. Phoenix ficou famoso por usar o seu nome e poder dentro dos meios de comunicação para expressar suas convicções e opiniões sobre questões importantes. No “Dia da Terra” de 1990 Phoenix escreveu um ensaio de sensibilização ambiental, dirigido aos jovens, intitulado “We Are the World”, que foi impresso na revista Seventeen. Ele e sua banda frequentemente desempenhavam shows ambientais beneficentes em locais em torno de Gainesville, Flórida. Seu irmão Joaquin é agora um proeminente porta-voz da PETA e segue a tradição familiar de boicotar todos os produtos de origem animal em sua obra cinematográfica.

## Carreira
Phoenix deu início a sua carreira no show business incentivado por seus pais. Teve papel significativo em Viagem ao Mundo dos Sonhos de 1985, dirigido por Joe Dante seguido rapidamente pelos sucessos Conta Comigo, que revelou Phoenix ao grande público, A Costa do Mosquito e Indiana Jones e a Última Cruzada como Indiana Jones jovem. Em 1989 aos dezoito anos, River foi indicado ao Oscar e ao Globo de Ouro na categoria Melhor Ator Coadjuvante, por seu papel como "Danny Pope" em O Peso de Um Passado.
Por sugestão do ator Harrison Ford, Phoenix retratou Indiana Jones na juventude em Indiana Jones e a Última Cruzada depois de trabalhar com ele em A Costa do Mosquito. Ford declarou que de todos os jovens atores que estavam trabalhando no momento, River era o que mais  parecia com ele quando tinha aquela idade.  depois do filme, foi lhe oferecido o papel do jovem Indiana Jones na série de TV, que ele recusou. Phoenix conheceu o ator Keanu Reeves enquanto Reeves estava filmando O Tiro que Não Saiu Pela Culatra com o irmão de River, Joaquin. River mais tarde contracenou com Reeves, juntamente com Kevin Kline e Tracey Ullman no filme de 1990 Te Amarei Até Te Matar e novamente no filme Garotos de Programa, dirigido por Gus Van Sant. Por seu papel nesse filme, River ganhou o prêmio de Melhor Ator no Festival de Veneza, o National Society of Film Critics e o Independent Spirit Awards. O filme e seu sucesso solidificou a imagem de Phoenix como ator. Sua amizade com Keanu Reeves e Van Sant prosseguiu até sua morte. Pouco antes de Garotos de Programa, ele filmou um aclamado filme independente chamado Dogfight e co-estrelado por Lili Taylor com direção de Nancy Savoca. Phoenix interpretou um jovem U.S marine uma noite antes de ser enviado ao Vietnã. Após perder o papel para Brad Pitt no filme de Robert Redford Nada é Para Sempre, Phoenix trabalhou com Redford e novamente com Sidney Poitier no thriller de conspiração e espionagem Quebra de Sigilo. Foi então que apareceu no filme dirigido por Peter Bogdanovich, Um Sonho, Dois Amores, último antes da sua morte, ele coestrela com Samantha Mathis.
| “ | Não é sobre a carreira. Trata-se de acreditar em alguma coisa, trata-se de prosperidade. E trata-se de cuidar e enfatizando e querer criar o melhor, o mais fiel à vida, o mais real. | ” |

Após a sua morte em 1993, seu último filme O Espírito do Silêncio foi liberado, tinha sido filmado antes de Um Sonho, Dois Amores. Phoenix ainda estava trabalhando no filme pós-apocalíptico Dark Blood de George Sluizer quando morreu, 90% do filme estava concluído, o qual foi finalizado somente em janeiro de 2012, pois com a morte de Phoenix, se tornou difícil para os cineastas filmarem várias cenas chave. O diretor George Sluizer, fez a estreia dele na 32ª edição do Nederlands Film Festival e foi aventado a possibilidade de liberar algum material sobre Phoenix embutido em um documentário sobre a vida de River.
Phoenix estava sendo cogitado para os papéis de Jim Carroll, o adolescente viciado em drogas no filme de 1995, Diário de um Adolescente e Arthur Rimbaud no filme Eclipse de Uma Paixão. Após sua morte, Leonardo DiCaprio atuou em ambos os papéis. A autora Anne Rice, queria originalmente Phoenix no papel de Lestat no elenco da versão cinematográfica de Entrevista com o Vampiro, Phoenix ia se juntar ao projeto, no entanto, Tom Cruise foi contratado, contra a vontade inicial de Rice. Phoenix iria aparecer como o entrevistador, Daniel Molloy, um papel que, em última instância, acabou indo para Christian Slater após sua morte. O filme foi dedicado a ele e Slater doou seu cachê do filme para a caridade.
Geralmente considerado pelos críticos da época como o mais promissor jovem ator dos anos 1980 e 90, River e irmão mais novo Joaquin viriam a ser os primeiros irmãos da história de Hollywood a serem indicados ao Oscar.

### Música
| “ | Queria ser músico desde que me lembro. Quero dizer, mesmo antes de me tornar ator. Eu apenas pensei que seria mais difícil, então me tornei ator de vez. | ” |

Embora Phoenix gostasse de atuar, tem sido afirmado por parentes e amigos próximos que sua verdadeira paixão era a música. Phoenix foi cantor, compositor e guitarrista e começou a tocar guitarra sozinho aos cinco anos de idade. Ele declarou em uma entrevista ao E!, em 1988, que a mudança da sua família para Los Angeles quando tinha nove anos foi feita para que ele e sua irmã Rain Phoenix, "pudessem se tornar artistas musicais. Mas por razões financeiras, atuar tornou-se um conceito atraente...". Antes de garantir a vida atuando, Phoenix e os seus irmãos tinham tentado uma carreira na música tocando nas ruas do bairro de Westwood em Los Angeles; muitas vezes foram parados pela polícia porque, a multidão obstruía a calçada.
Aos dezessete anos formou a banda Aleka's Attic, junto com sua irmã Rain. Ao trabalhar no filme Uma Noite na Vida de Jimmy Reardon em 1986, Phoenix tinha uma canção escrita e gravada, "Heart to Get", especificamente para os créditos finais do filme, mas a faixa acabou sendo cortada. Foi durante essa filmagem que a Phoenix conheceu Chris Blackwell da Island Records, esse encontro posteriormente asseguraria a Phoenix e sua banda um contrato de dois anos com a gravadora. No entanto, como Phoenix tinha que cumprir suas obrigações como ator isto acabou comprometendo seus planos com a gravadora. Phoenix gravou “Across the Way”, coescrito com Josh McKay, que foi lançado em 1989 em um álbum para beneficiar o PETA intitulado “Tame Yourself”. Em 1991, River fez uma pequena participação no álbum Txai de Milton Nascimento. Também em 1991, a faixa “Too Many Colors” do Aleka's Attic foi emprestada para a trilha sonora de Garotos de Programa, filme de Gus Van Sant que incluía Phoenix no papel principal.
Em 1992, Phoenix trabalhou com o produtor e amigo T-Bone Burnett, em algumas canções de seu último filme concluído Um Sonho, Dois Amores. Phoenix cantou todas as músicas de seu personagem e escreveu a canção “Lone Star State Mine” especialmente para o filme. Em 1996, a segunda faixa da sua banda Aleka's Attic foi liberada, “Note to a Friend”, foi incluída em uma compilação do álbum da PETA, In Defense of Animals Volume II. A trilha incluía o baixo do músico e amigo Flea do Red Hot Chili Peppers. Ele também trabalhou em estreita colaboração com um outro bom amigo, do Red Hot Chili Peppers, o guitarrista John Frusciante, e apareceu em seu segundo disco solo Smile from the Streets You Hold nas canções “Height Down” e “Well, I've Been”.
Phoenix, juntamente com o amigo Dan Aykroyd e outras celebridades, investiram no original House of Blues, em Cambridge, Massachusetts, que abriu suas portas ao público depois de servir a um grupo de pessoas sem abrigo, no Dia de Ação de Graças em 1992. No momento da sua morte Phoenix estava trabalhando em um álbum com o Aleka's Attic. O álbum, ainda em via de conclusão, foi arquivado depois da sua morte.

## Morte

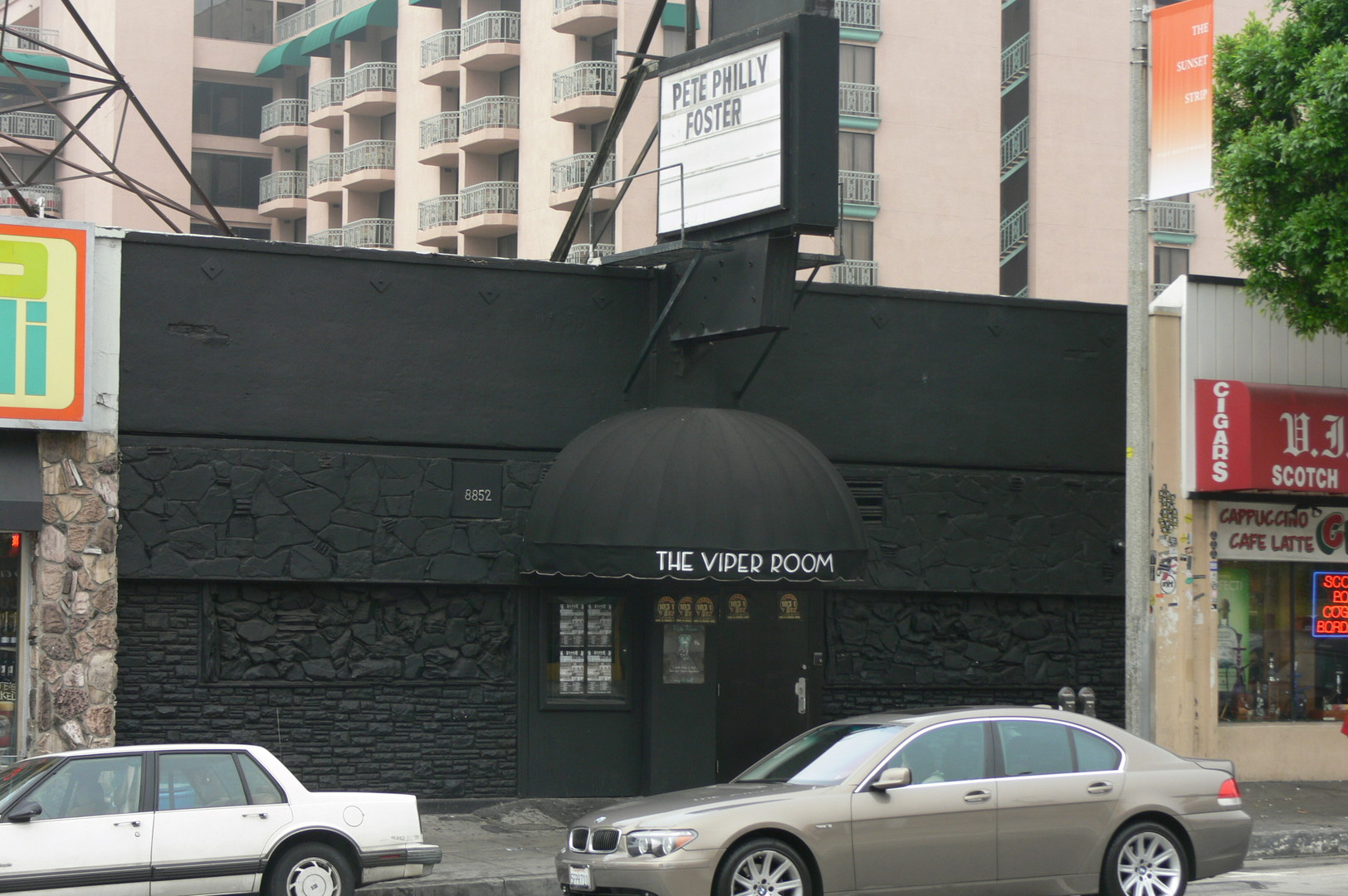
Viper Room em Sunset Strip, Hollywood

Phoenix disse uma vez em uma entrevista, ”Às vezes eu desejo não ser tão consciente como sou”.
Antes de sua morte, sua imagem pública era de um rapaz honesto, em parte devido à discussão pública das suas diversas manifestações sociais, políticas e humanitárias. O motivo da sua morte foi considerada um dos momentos  mais chocantes e trágicos à época, e suscitou uma grande cobertura da mídia. Sobre este dia, a maior parte dos familiares e amigos mantém silêncio sobre o assunto.
Pouco antes de seu falecimento em 1993, Phoenix, cujos hábitos com drogas ainda eram desconhecidos do público, disse em uma entrevista, ”... não são apenas drogas feitas por bandidos e desonestos; isso é uma doença universal”. Fãs e críticos de cinema têm muitas vezes feito referências traçando paralelos incomuns com a sua história e momentos aparentemente proféticos de sua morte - refletidos em seus filmes.
| “ | Por muito tempo, eu disse o contrário do que pensava. Em entrevistas, eu também desempenho personagens. Eu menti para mim mesmo e, muitas vezes, confundi as pessoas. Mas tudo acabou agora, porque eu não tenho mais nada a esconder. No fim das contas, eu sou uma pessoa muito normal. | ” |

Em 31 de outubro de 1993, Phoenix teve uma overdose de drogas de heroína e cocaína (conhecido como Speedball) do lado de fora da boate Viper Room, em Hollywood da qual um dos sócios era o ator Johnny Depp. Phoenix tinha retornado para Los Angeles na véspera de ir para Utah para completar as três semanas do seu último (e incompleto) projeto Dark Blood. Sua irmã mais nova, Rain e o irmão Joaquin tinham voado da Flórida para se juntar a ele em seu hotel, a namorada de Phoenix Samantha Mathis também tinha chegado para conhecê-los e todos estavam presentes na cena da morte de River. Na noite de 30 de outubro River estava para fazer uma performance com o seu amigo Michael Flea Balzary do Red Hot Chili Peppers. Em algum ponto da noite Phoenix foi ao banheiro para tomar medicamentos com vários amigos. É relatado que um conhecido (provavelmente, John Frusciante, guitarrista do Red Hot Chili Peppers) lhe ofereceu uma poderosa forma de metanfetamina misturada com opiáceos, que é então aspirada. Logo após consumir a droga ele se sentiu mal. Ao deixar o Viper Room, ele desmaiou na calçada e começou a convulsionar por oito minutos. Joaquin ligou para o 911, durante a chamada foi incapaz de determinar se River estava ou não respirando. Mas, na verdade, ele já tinha parado de respirar. Rain começou a fazer respiração boca-a-boca a fim de reanimá-lo. Durante o episódio Johnny Depp e sua banda P (com Flea e o amigo de Phoenix Gibby Haynes do Butthole Surfers) tinham subido para o palco para se apresentar. Segundo Haynes a banda estava no meio da canção, “Michael Stipe” (que incluia o trecho ”mas nós  não temos uma parte, nem um pedaço de nossos corações, não é Michael, River Phoenix ou Flea ou eu”), enquanto isso Phoenix estava desmaiado do lado de fora da boate. Quando a notícia chegou ao clube, Flea imediatamente deixou o palco e se apressou para ajudar o amigo. Paramédicos tinham chegado ao local e encontraram Phoenix em assistolia, então, administraram drogas em uma tentativa de recuperar seus batimentos cardíacos. Foi levado às pressas para o Cedars-Sinai Medical Center, acompanhado por Flea, em uma ambulância. Outras tentativas de ressuscitar Phoenix (incluindo a inserção de um marcapasso), foram infrutíferas. Foi declarado morto às 1:51 da manhã do dia 31 de outubro de 1993. No dia seguinte, o clube se tornou um santuário e milhares de fãs deixaram flores, fotos e velas na calçada e mensagens nas paredes do local. Uma faixa foi colocada na janela da boate, onde lia-se:, ”Com muito respeito e amor a River e sua família, o “Viper Room” está temporariamente fechado. Nossas sinceras condolências a todos os seus familiares, amigos e entes queridos. Ele fará falta”. O clube permaneceu fechado durante uma semana. Johnny Depp continuou a fechar o clube todos os anos no dia 31 de outubro, até vender sua parte na sociedade em 2004.
Apesar de não haver no local um paparazzo para fotografar Phoenix morto na rua, um dia antes de sua cremação na Flórida, um fotógrafo invadiu o funeral e tirou uma foto de Phoenix descansando em seu caixão; esta foto foi mais tarde vendida para os tabloides por U$ 1.000.000. Suas cinzas foram espalhadas pela família no rancho em Micanopy na Flórida.

## Filmografia

### Cinema
| Ano  | Título Original                      | Título (Brasil)                    | Papel                         |
| ---- | ------------------------------------ | ---------------------------------- | ----------------------------- |
| 1985 | Surviving                            | Surviving                          | Philip Brogan (para TV)       |
| 1985 | Explorers                            | Viagem ao Mundo dos Sonhos         | Wolfgang Müller               |
| 1986 | Stand by Me                          | Conta Comigo                       | Chris Chambers                |
| 1986 | Circle of Violence: A Family Drama   | Circle of Violence: A Family Drama | Chris Benfield (para TV)      |
| 1986 | The Mosquito Coast                   | A Costa do Mosquito                | Charlie Fox                   |
| 1988 | A Night in the Life of Jimmy Reardon | Uma Noite na Vida de Jimmy Reardon | Jimmy Reardon                 |
| 1988 | Little Nikita                        | Espiões Sem Rosto                  | Jeff Grant                    |
| 1988 | Running on Empty                     | O Peso de Um Passado               | Danny Pope / Michael Manfield |
| 1989 | Indiana Jones and the Last Crusade   | Indiana Jones e a Última Cruzada   | Indiana Jones (jovem)         |
| 1990 | I Love You to Death                  | Te Amarei Até Te Matar             | Devo Nod                      |
| 1991 | My Own Private Idaho                 | Garotos de Programa                | Mike Waters                   |
| 1991 | Dogfight                             | Apostando no Amor                  | Eddie Birdlace                |
| 1992 | Sneakers                             | Quebra de Sigilo                   | Carl Arbogast                 |
| 1993 | The Thing Called Love                | Um Sonho, Dois Amores              | James Wright                  |
| 1993 | Even Cowgirls Get the Blues          | Even Cowgirls Get the Blues        | Pilgrim (não creditado)       |
| 1993 | Dark Blood                           | Dark Blood                         | Garoto                        |
| 1994 | Silent Tongue                        | O Espírito do Silêncio             | Talbot Roe                    |

### Televisão
| Ano         | Título                          | Papel              | Notas                 |
| ----------- | ------------------------------- | ------------------ | --------------------- |
| 1982 / 1983 | Seven Brides for Seven Brothers | Guthrie McFadden   | 21 episódios          |
| 1984        | Celebrity                       | Jeffie (aos 11)    | Minissérie            |
| 1984        | ABC Afterschool Specials        | Brian Ellsworth    | 1 episódio            |
| 1984        | It's Your Move                  | Brian              | 1 episódio            |
| 1984        | Hotel                           | Kevin              | 1 episódio            |
| 1985        | Robert Kennedy & His Times      | Robert Kennedy Jr. | Episódio desconhecido |
| 1985        | Family Ties                     | Eugene Forbes      | 1 episódio            |

## Prêmios e Indicações
| Ano  | Resultado | Premiação                 | Indicação                           | Título                          |
| ---- | --------- | ------------------------- | ----------------------------------- | ------------------------------- |
| 1992 | Venceu    | Independent Spirit Awards | Melhor Ator                         | Garotos de Programa             |
| 1992 | Venceu    | NSFC Awards               | Melhor Ator                         | Garotos de Programa             |
| 1991 | Venceu    | Volpi Cup                 | Melhor Ator                         | Garotos de Programa             |
| 1989 | Indicado  | Oscar                     | Melhor Ator Coadjuvante             | O Peso de Um Passado            |
| 1989 | Indicado  | Globo de Ouro             | Melhor Performance Coadjuvante      | O Peso de Um Passado            |
| 1988 | Venceu    | NBR Awards                | Melhor Ator Coadjuvante             | O Peso de Um Passado            |
| 1988 | Venceu    | Young Artist Awards       | Melhor Ator Jovem                   | A Costa do Mosquito             |
| 1987 |           | Jackie Coogan Awards      |                                     | Conta Comigo                    |
| 1986 | Venceu    | Young Artist Awards       | Melhor Ator Jovem                   | Surviving                       |
| 1986 | Venceu    | Young Artist Awards       | Performance Excepcional             | Viagem ao Mundo dos Sonhos      |
| 1985 | Indicado  | Young Artist Awards       | Melhor Ator Jovem                   | Surviving                       |
| 1984 | Venceu    | Young Artist Awards       | Melhor Ator Jovem em Série de Drama | Seven Brides for Seven Brothers |
| 1983 | Indicado  | Young Artist Awards       | Melhor Ator Jovem em Série de TV    | Seven Brides for Seven Brothers |